# Городище Мецамор
Городище Мецамор, стоянка Мецамор — залишки старої фортеці, розташованої на південний захід від вірменського села Таронік Армавірської області.
Раніше вважалося, що місто Мецамор було зруйноване урартами під час залізного віку , а тепер дослідники вважають, що його знищили скіфські або кіммерійські кочівники.

## Археологічні дослідження
Дослідження в Мецаморі проводяться з 1965 року  До 1990-х років роботи проводилися вірменськими колективами під керівництвом Емми Ханзадян і Корюна Мкртчяна; у 2011–2013 рр. розкопками керував Ашот Піліпосян . Усі знахідки експонуються в музеї, розташованому на місці. У 2013 році вірмено-польська археологічна експедиція розпочала роботу в Мецаморі в результаті співпраці між Інститутом археології та Польським центром середземноморської археології (обидва – Варшавський університет ) та Службою захисту історичного та культурного середовища та музейної резервації, Міністерства культури Республіки Вірменія. Кшиштоф Якубяк (IA UW) та Ашот Піліпосян є співдиректорами місії . Якубяк каже, що Мецамор «відіграє важливу роль серед поселень Араратської долини» .
Центральна частина ділянки лежить на пагорбі, звідки відкривається вид на Араратську долину. Дослідження проводяться в укріпленій цитаделі та розташованому під нею так званому нижньому місті, а також на могильнику, розташованому приблизно за 500 м на схід. Уже в перші сезони була задокументована непорушена стратиграфічна послідовність від бронзового віку ( період Кура-Аракс ) до середньовіччя . Найдавніші сліди заселення відносяться до рубежу IV тис. до н.е. ( епоха енеоліту ), наймолодші — до XVII ст.. У добу пізньої бронзи та раннього заліза (XV—VIII ст. до н. е.) поселення стало важливим релігійним та економічним центром із розвинутим металургійним виробництвом. На південному схилі пагорба виявлено великий культовий комплекс, що складався з п'яти маленьких храмів з глиняними «каскадними» вівтарями. Найвідоміші знахідки включають прикраси, наприклад, золоті намиста та позолочені пояси із зображеннями полюючих левиць .

## Музей у Мецаморі
Історико-археологічний музей у Мецаморі був відкритий у 1968 році. Це сховище понад 22 000 експонатів, майже всі знайдені на місці.